# Dennis Man
Dennis Man (Vladimirescu, 26 augustus 1998) is een Roemeens voetballer die doorgaans speelt als rechtsbuiten. In augustus 2025 verruilde hij Parma voor PSV. Man debuteerde in 2018 in het Roemeens voetbalelftal.

## Clubcarrière
Man speelde in de jeugd van Atletico Arad en was in 2010 op proef bij Manchester City. Vier jaar later maakte de aanvaller de overstap naar UT Arad, waarvoor hij in het seizoen 2015/16 zijn professionele debuut maakte. In anderhalf jaar in de Liga 2 wist Man tot vijftien treffers te komen in vierendertig competitieduels.
Steaua Boekarest nam Man in september 2016 voor circa vierhonderdduizend euro over. Hij tekende in de Roemeense hoofdstad een verbintenis voor één jaar, wat na dat jaar automatisch met vijf seizoenen verlengd werd. Vervolgens had hij een seizoen bij Steaua met twaalf goals en acht assists in 47 wedstrijden. Hij speelde in totaal vierenhalf seizoen voor Steaua en kwam daarin tot 146 wedstrijden, 49 goals en 29 assists. Hij won één prijs, de Roemeense beker in het seizoen 2019/20.
In de winterse transferperiode van het seizoen 2020/21 maakte Man voor een bedrag van circa dertien miljoen euro de overstap naar Parma, waar hij zijn handtekening zette onder een verbintenis voor de duur van vierenhalf jaar. Hij maakte op 31 januari 2021 zijn debuut voor Parma tegen Napoli. Zijn eerste goal volgde op 3 april tegen Benevento. Na zijn eerste halve seizoen bij de Italiaanse club degradeerde Parma naar de Serie B. Hier speelde Man drie jaar met Parma, voor de titel gewonnen werd in het seizoen 2023/24. Zijn contract werd in de zomer erna opengebroken en met twee jaar verlengd tot medio 2027. Terug in de Serie A scoorde hij vier keer en was hij belangrijk in de handhaving van Parma op het hoogste Italiaanse niveau. In vierenhalf jaar kwam Man tot 142 wedstrijden. Daarin was hij goed voor 28 goals en 17 assists.
In augustus 2025 nam PSV Man over voor een bedrag van circa achtenhalf miljoen euro. Bij de regerend Nederlands kampioen tekende hij voor vier seizoenen.

## Clubstatistieken
| Seizoen | Club             | Competitie | Competitie | Competitie | Beker | Beker | Internationaal | Internationaal | Totaal | Totaal |
| Seizoen | Club             | Competitie | Wed.       | Dlp.       | Wed.  | Dlp.  | Wed.           | Dlp.           | Wed.   | Dlp.   |
| ------- | ---------------- | ---------- | ---------- | ---------- | ----- | ----- | -------------- | -------------- | ------ | ------ |
| 2015/16 | UT Arad          | Liga 2     | 29         | 10         | 1     | 0     | —              | —              | 30     | 10     |
| 2016/17 | UT Arad          | Liga 2     | 5          | 5          | 0     | 0     | —              | —              | 5      | 5      |
| 2016/17 | Steaua Boekarest | Liga 1     | 6          | 1          | 3     | 0     | 0              | 0              | 9      | 1      |
| 2017/18 | Steaua Boekarest | Liga 1     | 34         | 10         | 3     | 2     | 10             | 0              | 47     | 12     |
| 2018/19 | Steaua Boekarest | Liga 1     | 33         | 9          | 1     | 0     | 5              | 1              | 39     | 10     |
| 2019/20 | Steaua Boekarest | Liga 1     | 23         | 7          | 5     | 2     | 3              | 0              | 31     | 9      |
| 2020/21 | Steaua Boekarest | Liga 1     | 18         | 14         | 0     | 0     | 2              | 3              | 20     | 17     |
| 2020/21 | Parma            | Serie A    | 14         | 2          | 0     | 0     | —              | —              | 14     | 2      |
| 2021/22 | Parma            | Serie B    | 26         | 3          | 1     | 0     | —              | —              | 27     | 3      |
| 2022/23 | Parma            | Serie B    | 30         | 6          | 2     | 0     | —              | —              | 32     | 6      |
| 2023/24 | Parma            | Serie B    | 32         | 11         | 3     | 2     | —              | —              | 35     | 13     |
| 2024/25 | Parma            | Serie A    | 33         | 4          | 1     | 0     | —              | —              | 34     | 4      |
| 2025/26 | PSV              | Eredivisie | 0          | 0          | 0     | 0     | 0              | 0              | 0      | 0      |
| Totaal  | Totaal           | Totaal     | 283        | 82         | 20    | 6     | 20             | 4              | 323    | 92     |

Bijgewerkt op 12 augustus 2025.

## Interlandcarrière
Man maakte deel uit van verschillende Roemeense nationale jeugdselecties. Hij nam met Roemenië –21 deel aan het EK –21 van 2019. Man debuteerde op 27 maart 2018 onder bondscoach Cosmin Contra in het Roemeens voetbalelftal, in een met 1–0 gewonnen oefeninterland thuis tegen Zweden. Dorin Rotariu zorgde voor het enige doelpunt. Tijdens die wedstrijd mocht hij drie minuten voor tijd invallen voor Nicolae Stanciu. De andere debutant deze wedstrijd was Ionuţ Nedelcearu (FK Ufa). Zijn eerste interlanddoelpunt volgde op 10 juni 2019. Man maakte toen de 0–4 in een met diezelfde cijfers gewonnen kwalificatiewedstrijd voor het EK 2020 in en tegen Malta.
In mei 2024 werd Man door bondscoach Edward Iordănescu opgenomen in de voorselectie van Roemenië voor het EK 2024 in Duitsland. Hij werd vervolgens op 7 juni 2024 ook opgenomen in de definitieve selectie. Roemenië werd groepswinnaar na een overwinning op Oekraïne (3–0), een nederlaag tegen België (2–0) en een gelijkspel tegen Slowakije (1–1). Hierna werd in de achtste finales met 0–3 verloren van Nederland. Man kwam op het toernooi in alle wedstrijden in actie. Zijn toenmalige clubgenoten Botond Balogh (Hongarije) en Valentin Mihăilă (eveneens Roemenië) waren ook actief op het EK.
| Interlands van Dennis Man voor Roemenië | Interlands van Dennis Man voor Roemenië | Interlands van Dennis Man voor Roemenië | Interlands van Dennis Man voor Roemenië | Interlands van Dennis Man voor Roemenië | Interlands van Dennis Man voor Roemenië |
| №                                       | Datum                                   | Wedstrijd                               | Uitslag                                 | Competitie                              | Goals                                   |
| Als speler van Steaua Boekarest         | Als speler van Steaua Boekarest         | Als speler van Steaua Boekarest         | Als speler van Steaua Boekarest         | Als speler van Steaua Boekarest         | Als speler van Steaua Boekarest         |
| --------------------------------------- | --------------------------------------- | --------------------------------------- | --------------------------------------- | --------------------------------------- | --------------------------------------- |
| 1                                       | 27 maart 2018                           | Roemenië – Zweden                       | 1 – 0                                   | Vriendschappelijk                       |                                         |
| 2                                       | 5 juni 2018                             | Roemenië – Finland                      | 2 – 0                                   | Vriendschappelijk                       |                                         |
| 3                                       | 26 maart 2019                           | Roemenië – Faeröer                      | 4 – 1                                   | EK 2020 kwalificatie                    |                                         |
| 4                                       | 10 juni 2019                            | Malta – Roemenië                        | 0 – 4                                   | EK 2020 kwalificatie                    | 90+1'                                   |
| 5                                       | 11 november 2020                        | Roemenië – Wit-Rusland                  | 5 – 3                                   | Vriendschappelijk                       |                                         |
| 6                                       | 18 november 2020                        | Noord-Ierland – Roemenië                | 1 – 1                                   | Vriendschappelijk                       |                                         |
| Als speler van Parma                    |                                         |                                         |                                         |                                         |                                         |
| 7                                       | 25 maart 2021                           | Roemenië – Noord-Macedonië              | 3 – 2                                   | WK 2022 kwalificatie                    |                                         |
| 8                                       | 28 maart 2021                           | Roemenië – Duitsland                    | 0 – 1                                   | WK 2022 kwalificatie                    |                                         |
| 9                                       | 31 maart 2021                           | Armenië – Roemenië                      | 3 – 2                                   | WK 2022 kwalificatie                    |                                         |
| 10                                      | 2 september 2021                        | IJsland – Roemenië                      | 0 – 2                                   | WK 2022 kwalificatie                    | 47'                                     |
| 11                                      | 5 september 2021                        | Roemenië – Liechtenstein                | 2 – 0                                   | WK 2022 kwalificatie                    |                                         |
| 12                                      | 8 september 2021                        | Noord-Macedonië – Roemenië              | 0 – 0                                   | WK 2022 kwalificatie                    |                                         |
| 13                                      | 14 november 2021                        | Liechtenstein – Roemenië                | 0 – 2                                   | WK 2022 kwalificatie                    | 8'                                      |
| 14                                      | 29 maart 2022                           | Israël – Roemenië                       | 2 – 2                                   | Vriendschappelijk                       | 23'                                     |
| 15                                      | 23 september 2022                       | Finland – Roemenië                      | 1 – 1                                   | Nations League 2022/23                  |                                         |
| 16                                      | 26 september 2022                       | Roemenië – Bosnië en Herzegovina        | 4 – 1                                   | Nations League 2022/23                  | 38'                                     |
| 17                                      | 25 maart 2023                           | Andorra – Roemenië                      | 0 – 2                                   | EK 2024 kwalificatie                    | 35'                                     |
| 18                                      | 28 maart 2023                           | Roemenië – Wit-Rusland                  | 2 – 1                                   | EK 2024 kwalificatie                    |                                         |
| 19                                      | 16 juni 2023                            | Kosovo – Roemenië                       | 0 – 0                                   | EK 2024 kwalificatie                    |                                         |
| 20                                      | 12 oktober 2023                         | Wit-Rusland – Roemenië                  | 0 – 0                                   | EK 2024 kwalificatie                    |                                         |
| 21                                      | 22 maart 2024                           | Roemenië – Noord-Ierland                | 1 – 1                                   | Vriendschappelijk                       | 23'                                     |
| 22                                      | 26 maart 2024                           | Colombia – Roemenië                     | 3 – 2                                   | Vriendschappelijk                       |                                         |
| 23                                      | 4 juni 2024                             | Roemenië – Bulgarije                    | 0 – 0                                   | Vriendschappelijk                       |                                         |
| 24                                      | 4 juni 2024                             | Roemenië – Liechtenstein                | 0 – 0                                   | Vriendschappelijk                       |                                         |
| 25                                      | 17 juni 2024                            | Roemenië – Oekraïne                     | 3 – 0                                   | EK 2024                                 |                                         |
| 26                                      | 22 juni 2024                            | België – Roemenië                       | 2 – 0                                   | EK 2024                                 |                                         |
| 27                                      | 26 juni 2024                            | Slowakije – Roemenië                    | 1 – 1                                   | EK 2024                                 |                                         |
| 28                                      | 2 juli 2024                             | Roemenië – Nederland                    | 0 – 3                                   | EK 2024                                 |                                         |
| 29                                      | 6 september 2024                        | Kosovo – Roemenië                       | 0 – 3                                   | Nations League 2024/25                  | 40'                                     |
| 30                                      | 9 september 2024                        | Roemenië – Litouwen                     | 3 – 1                                   | Nations League 2024/25                  |                                         |
| 31                                      | 12 oktober 2024                         | Cyprus – Roemenië                       | 0 – 3                                   | Nations League 2024/25                  | 16'                                     |
| 32                                      | 15 oktober 2024                         | Litouwen – Roemenië                     | 1 – 2                                   | Nations League 2024/25                  |                                         |
| 33                                      | 15 november 2024                        | Roemenië – Kosovo                       | 3 – 0                                   | Nations League 2024/25                  |                                         |
| 34                                      | 21 maart 2025                           | Roemenië – Bosnië en Herzegovina        | 0 – 1                                   | WK 2026 kwalificatie                    |                                         |
| 35                                      | 24 maart 2025                           | San Marino – Roemenië                   | 1 – 5                                   | WK 2026 kwalificatie                    |                                         |
| 36                                      | 7 juni 2025                             | Oostenrijk – Roemenië                   | 2 – 1                                   | WK 2026 kwalificatie                    |                                         |
| 37                                      | 10 juni 2025                            | Roemenië – Cyprus                       | 2 – 0                                   | WK 2026 kwalificatie                    | 45+2'                                   |

Bijgewerkt op 12 augustus 2025.

## Erelijst
| Competitie                                 |                  |                  |                  |                  |
| Competitie                                 | Aantal           | Jaren            |                  |                  |
| Steaua Boekarest                           | Steaua Boekarest | Steaua Boekarest | Steaua Boekarest | Steaua Boekarest |
| ------------------------------------------ | ---------------- | ---------------- | ---------------- | ---------------- |
| Cupa României                              | 1                | 2019/20          |                  |                  |
| Parma                                      |                  |                  |                  |                  |
| Serie B                                    | 1                | 2023/24          |                  |                  |
| Individueel                                |                  |                  |                  |                  |
| Roemeens voetballer van het jaar           | 2                | 2020, 2024       |                  |                  |
| Steaua Boekarest – Voetballer van het jaar | 1                | 2019/20          |                  |                  |
| Parma – Voetballer van het jaar            | 1                | 2023/24          |                  |                  |